# Rörvik
Rörvik – miejscowość (tätort) w Szwecji, w regionie administracyjnym (län) Jönköping, w gminie Sävsjö.
Według danych Szwedzkiego Urzędu Statystycznego liczba ludności wyniosła: 582 (31 grudnia 2015), 620 (31 grudnia 2018) i 574 (31 grudnia 2019).